# Nemenzophyllia turbida
Nemenzophyllia turbida is een rifkoralensoort uit de familie van de Caryophylliidae. De wetenschappelijke naam van de soort is voor het eerst geldig gepubliceerd in 1981 door Hodgson & Ross.